# Orlická kasárna
Orlická kasárna jsou soustava budov v Žamberku, postavených ve 30. letech minulého století a sloužící pro potřeby vojenských posádek v Žamberku umístěných.

## Události stavbě předcházející
Pro zvýšení prestiže okresního města, usilovali ve 20. letech 20. století tehdejší radní o umístění vojenské posádky. První do města umístěná vojenská posádka, měla provizorní dřevěné budovy a cvičiště v cípu mezi Lukavskou ulicí a ulicí 28. října. Protože tyto prostory nevyhovovaly, začalo se brzy jednat o výstavbě kasáren. Jako první byly navrženy pozemky pod Černým lesem, v místech, kde je dnes sportovní areál (stadion, tenisové kurty). Vzhledem k tomu, že pozemky byly v zátopové oblasti, bylo rozhodnuto hledat vhodnější lokalitu a kasárna tak byly nakonec postaveny v městské části nazývané „Na skalách“, na vyvýšeném místě nad řekou Divoká Orlice.

## Současnost
Kasárna byla zrušena.